# Cammino di Piccola Polonia
Il Cammino di Piccola Polonia è una delle strade che compongono, in territorio polacco, il cammino di Santiago di Compostela.

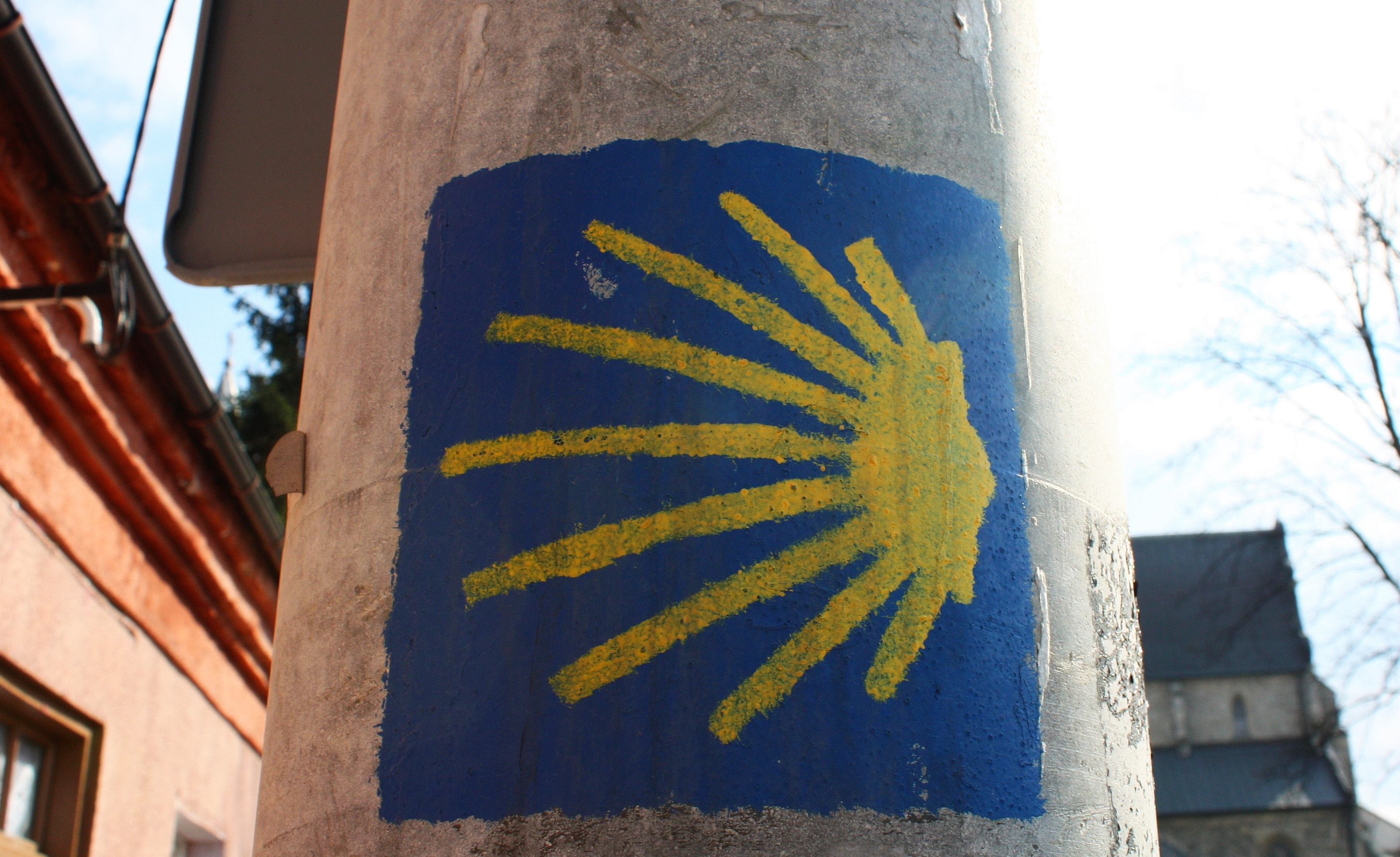
Il logo

## Il percorso
- Sandomierz
  - Chiesa di San Jacopo
- Klimontów
  - Chiesa di Santa Maria e San Giacinto
- Kotuszów
  - Chiesa di San Jacopo
- Szczaworyż
  - Chiesa di San Jacopo
- Wiślica
  - Basilica di Santa Maria
- Pałecznica
  - Chiesa di San Jacopo
- Niegardów 
  - Chiesa di San Jacopo
- Stare Więcławice 
  - Chiesa di San Jacopo
- Cracovia
  - Basilica di Sacro Cuore
  - Chiesa di Trinità
  - Chiesa di San Francesco
  - Wawel
  - Cattedrale del Wawel
  - Chiesa di SS Pietro e Paolo